# Miguel Lomba
Miguel Salvador Lomba Miguez (ur. 15 października 1993) – hiszpański zapaśnik walczący w stylu klasycznym. Zajął dziewiętnaste miejsce na mistrzostwach Europy w 2016. Mistrz śródziemnomorski w 2016 roku.